# HMS Prince Albert
El HMS Prince Albert fue diseñado y construido como un buque de defensa costera de poco calado, y fue el primer buque de guerra británico diseñado para llevar su armamento principal en torretas. El buque llevaba el nombre de Príncipe Alberto , el difunto esposo de la reina Victoria . El Prince Albert, meritoriamente, permaneció en la lista de servicio como "activo" hasta 1899, un total de 33 años, momento en el que había dejado de tener algún valor militar.

## Diseño
El Consejo de Almirantazgo, al llegar a tomar decisiones sobre la estructura y dimensiones de esta nave, se enfrentó a demandas conflictivas para la estabilidad, el blindaje, calibre del armamento, aparejo, velocidad y alcance. El capitán Cowper Phipps Coles , defensor por mucho tiempo del montaje del armamento en torretas, había elaborado una propuesta en 1859 que, si bien no fue aceptada para su construcción en aquel momento, sirvió de base para el concepto de diseño del Prince Albert .
El francobordo se fijó en 2,1 m para garantizar una estabilidad adecuada, y permitiría al armamento de un uso al menos comparable al obtenido en los contemporáneos ironclad . Dicho armamento fue dispuesto en cuatro torretas blindadas, con un arma pesada cada una y situadas en la línea central. Se instalaron cañones de 230 mm, el calibre de avancarga más potente disponible en aquel entonces. 
A diferencia de las torretas de los monitores americanos contemporáneos, las torretas se rotaban a mano; dieciocho hombres podían girar una torreta 360° en aproximadamente un minuto.

## Historial de servicio
Fue comisionado en e Portsmouth y empezó casi de inmediato con las pruebas de servicio, realizándosele algunas modificaciones, que durarón hasta 1867; pasando a integrase después en la 1ª división de la Devonport Reserve. Más tarde formó parte de la escuadrilla especial  Particular Service Squadron formado en agosto de 1878, después de lo cual se mantuvo en reserva. Volvió a ser comisionado para la Revista Naval del Jubileo en 1887 y tomó parte en las maniobras navales de 1889. El Prínce Albert fue relegado a la Reserva de Astilleros (Dockyard Reserve) en 1898, siendo enviado al desguace al año siguiente.